# 愛する人 (曲)
「愛する人」（あいするひと）は、2008年12月3日に発売されたTHYMEの4枚目のシングル。

## 概要
- アルバムやインディーズ時代に発売したシングルには日本語タイトルの楽曲があったが、メジャーデビューしてからは初めて日本語のタイトルが使われている。
- THYME初の映画主題歌に起用された。
- ジャケットには「愛する人」が主題歌である映画『魔法遣いに大切なこと』に主演する俳優の岡田将生と女優の山下リオが手を組んで歩いているシーンが起用された。ジャケットにTHYMEのメンバーが映っていないのは今回が初めてである（裏には映っている）。
- 品番はGNCL-0043。

## 収録曲
1. 愛する人
作詞：thyme／作曲：清水哲平／編曲：星野孝文
映画『魔法遣いに大切なこと』主題歌
2. keep on my way
作詞：thyme／作曲・編曲：清水哲平
3. 愛する人 (without Vocal)
4. keep on my way (without Vocal)